# Sphaerophoropsis
Sphaerophoropsis is een monotypisch geslacht van korstmossen behorend tot de familie Cladoniaceae. Het bevat alleen de soort Sphaerophoropsis stereocauloides.